# Real Face
「Real Face」（リアル フェイス）は、KAT-TUNのデビューシングル。2006年3月22日にJ-One Recordsから発売された。
本作のタイトルを冠した、DVD『Real Face Film』、本曲をアレンジした『Real Face#1』、本曲をリメイクした『Real Face#2』についても本項で触れる。

## 概要
結成からおよそ5年経ってのCDデビューで、アルバム『Best of KAT-TUN』、DVD『Real Face Film』とともに、デビューを機にジェイ・ストームの内部に設立されたプライベートレーベル「J-One Records」から同時発売された。初回出荷枚数は『Real Face』が100万枚、『Best of KAT-TUN』が70万枚、『Real Face Film』が50万枚で、いずれも新人アーティストとしては異例の多さだった。累計売上は104.6万枚（オリコン調べ）。
初回限定盤と通常盤で収録曲が異なる。初回限定盤はジャケット違いが6種類あり、各メンバーがそれぞれセンターに位置するようになっている。また、関連作品として、シングル『Real Face』、アルバム『Best of KAT-TUN』、DVD『Real Face Film』を同梱した、完全限定BOXが発売された。同作品には、32ページのスペシャル・ブックレットや、オリジナルステッカーが付属する。
3月1日より全国のラジオで音源が一斉解禁され、3月10日のテレビ朝日系音楽番組『ミュージックステーション』でテレビ初披露された。発売前には渋谷に巨大看板やフラッグがずらりと並び、ラッピングトラックが街中を走り回った。また、発売前日の3月21日にはタワーレコード渋谷店で発売記念イベントが行われた。

## 収録曲
1. Real Face (5:10)
作詞：スガシカオ、作曲：松本孝弘（B'z）、編曲：CHOKKAKU、Rap詞：JOKER
タイトルには「マジ」、「本気」という意味がある[9]。作詞を担当したスガと作曲を担当した松本は制作当時面識がなく、対面することがないまま楽曲制作が進められた[10]。
同時発売したアルバム『Best of KAT-TUN』に、松本が手掛けたアレンジ違いの「Real Face#1」が収録されている[11]。
作詞を担当したスガが2011年に発売したベストアルバム『SugarlessII』にてセルフカバーしている。
作曲を担当した松本は、松本を中心としたバンド・TMGのアルバム『TMG II』にて「GUITAR HERO」の曲名でセルフカバーしている。同曲は新たにジャック・ブレイズが作詞している。
2016年発売のベストアルバム『KAT-TUN 10TH ANNIVERSARY BEST “10Ks!”』には「Real Face」のアンサーソングである「君のユメ ぼくのユメ」が、メンバーの強い希望によりスガによって書き下ろされ収録された[12]。
活動再開後の2018年にリリースしたシングル『Ask Yourself』に3人体制で新規歌い直しされた「Real Face#2」が収録されている[13][14]。
2025年2月15日に東京ドームで行われた『ap bank fes’25』で、スガシカオと松本がコラボレーションし、「Real Face」を披露した[15]。亀梨がこれにリアクションし、感謝のメッセージを送った[16]。
2. GLORIA (4:32)
作詞：久保田洋司、作曲：馬飼野康二、編曲：長岡成貢
  - 日本テレビ系『バレーボール・ワールドグランドチャンピオンズカップ2005』テーマソング
3. Will Be All Right[注釈 1] (4:42)
作詞：KAT-TUN、作曲・編曲：原一博
  - 日本テレビ系『バレーボール・ワールドグランドチャンピオンズカップ2005』応援ソング
  - 文化放送『R-One KAT-TUN』エンディングテーマ
4. Real Face（オリジナル・カラオケ）
5. GLORIA（オリジナル・カラオケ）
6. Will Be All Right（オリジナル・カラオケ）

## 各種記録
オリコンシングルチャート
- デビューシングルの3週連続首位は、KinKi Kids「硝子の少年」（1997年）以来8年8か月ぶり。
- 発売9週目でミリオンセラーを記録し、デビュー曲でのミリオンはCHEMISTRY「PIECES OF A DREAM」以来5年ぶり。

その他の記録
- 型番によって集計が異なるプラネットシングルチャートでは、初登場で1位が完全限定BOX、2位が通常盤、3位が初回限定盤（亀梨和也）、4位が初回限定盤（赤西仁）、6位が初回限定盤（田口淳之介）、7位が初回限定盤（上田竜也）、8位が初回限定盤（中丸雄一）、9位が初回限定盤（田中聖）と、TOP10に「Real Face」の異なるバージョンが8作ランクインした。
- 同時発売のアルバム、DVDとともにオリコンチャート初登場1位を獲得。この3冠記録は、浜崎あゆみのシングル「SURREAL」、アルバム『Duty』、DVD『ayumi hamasaki concert tour 2000 A 第1幕』（2000年）以来、史上2度目。さらに同曲は着うたランキング・有線のリクエストでも首位を獲得し、5冠と報道された。
- 2006年度の日本音楽著作権協会（JASRAC）の著作権使用料分配額（国内作品）ランキングで「Real Face」が年間6位を獲得した。

## Real Face Film
『Real Face Film』（リアル フェイス フィルム）は、KAT-TUNの3作目のDVD。2006年3月22日にJ-One Recordsより発売され、収録時間は80分である。音楽DVDとしては当時の日本国内において史上最高売上を記録した。

### 収録内容
1. Real Face（ビデオクリップ）
2. ビデオクリップ・メイキング
3. インタビュー
4. Real Face（ビデオクリップ・6マルチアングル）